# Церква Собору Пресвятої Богородиці і Йосифа Обручника (Малі Бірки)
Церква Собору Пресвятої Богородиці і Йосифа Обручника в Малих Бірках — парафія і храм греко-католицької громади Гримайлівського деканату Бучацької єпархії Української греко-католицької церкви в селі Малі Бірки Чортківського району Тернопільської области.
Оголошена пам'яткою архітектури місцевого значення (охоронний номер 1873).

## Історія церкви
Церква Собору Пресвятої Богородиці була збудована у 1846 році.
У 1901 році з канонічною візитацією парафію відвідав митрополит Андрей Шептицький, а 19 червня 1932 року — владика Іван Бучко.
У 1948 році державна влада насильно приєднала парафію до московського православ'я. У 1962 році церкву закрили, перетворивши на колгоспний склад. Її діяльність відновилася 14 жовтня 1989 року в підпорядкуванні РПЦ, а вже у 1990 році парафія і храм повернулися в лоно УГКЦ.
З 16 по 23 серпня 1998 року в церкві відбулася Свята Місія, яку провели о. Василь Іванів, ЧНІ, брат Ігор Тарас, ЧНІ, семінарист Ярослав Зьопа та сестри-монахині Тереза Завійська і Вероніка Кішко.
19 серпня 2003 року церкву заново розписали, і розпис освятив владика Бучацької єпархії Іриней Білик у супроводі священників Гримайлівського деканату.
При парафії діють братство «Апостольство молитви», спільнота «Матері в молитві» та Вівтарне братство. На території села є декілька пам'ятних хрестів і каплиця, де на Богоявлення освячують воду.

## Парохи
- о. Василь Познанський (1832—1841),
- о. Йосиф Гоцький (1914—1936),
- о. Михайло Дмитрик (1936—1947),
- о. Михайло Пилипів (1989—2005),
- о. Василь Школяр (з листопада 2005).